# Lactuca haimanniana
Lactuca haimanniana là một loài thực vật có hoa trong họ Cúc. Loài này được E.A.Durand & Barratte mô tả khoa học đầu tiên năm 1910.